# Maslinica

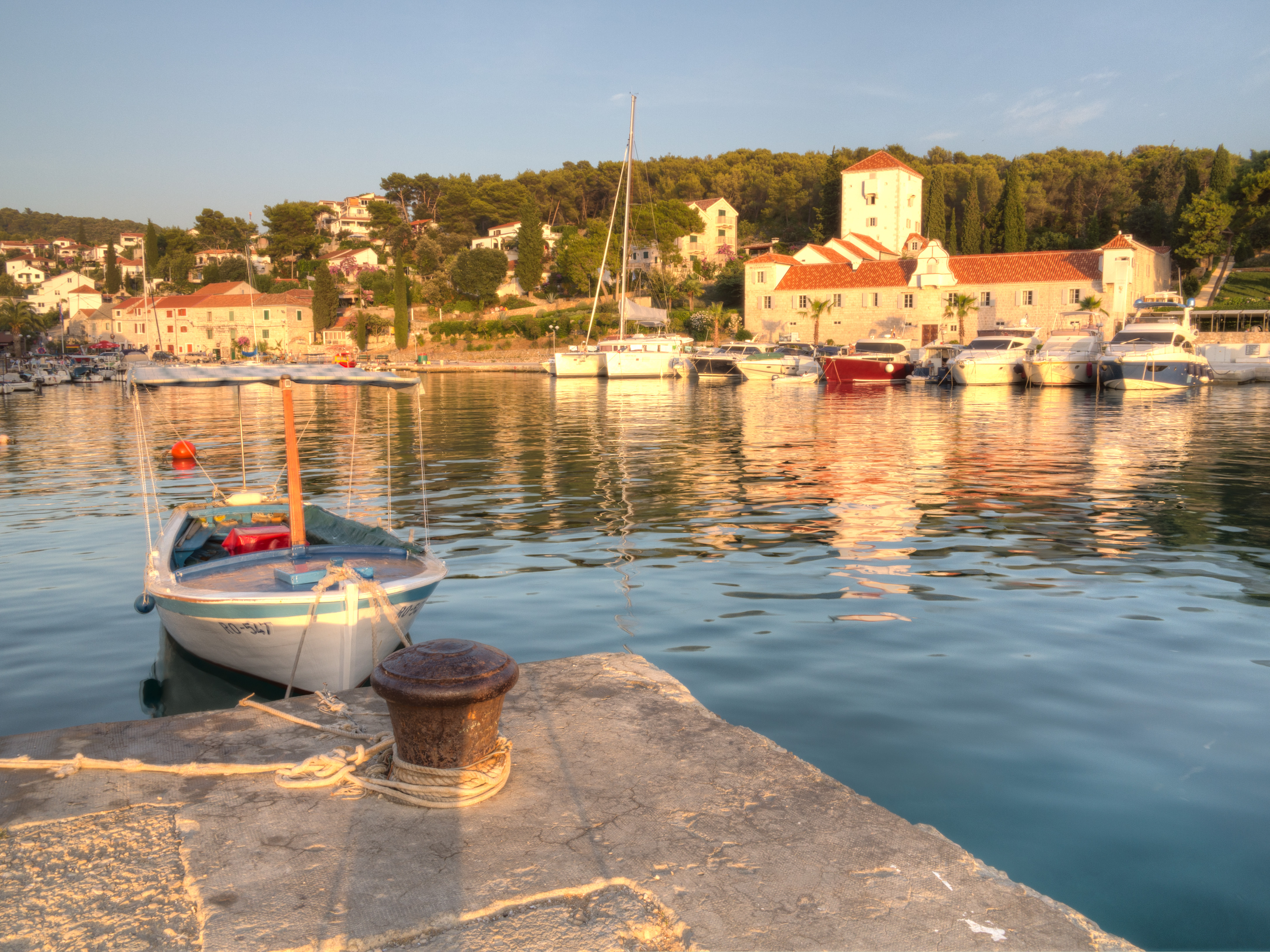

Maslinica is een plaats op het eiland Šolta in de Kroatische provincie Split-Dalmatië. De plaats telt 174 inwoners (2001).